# Bruichladdich

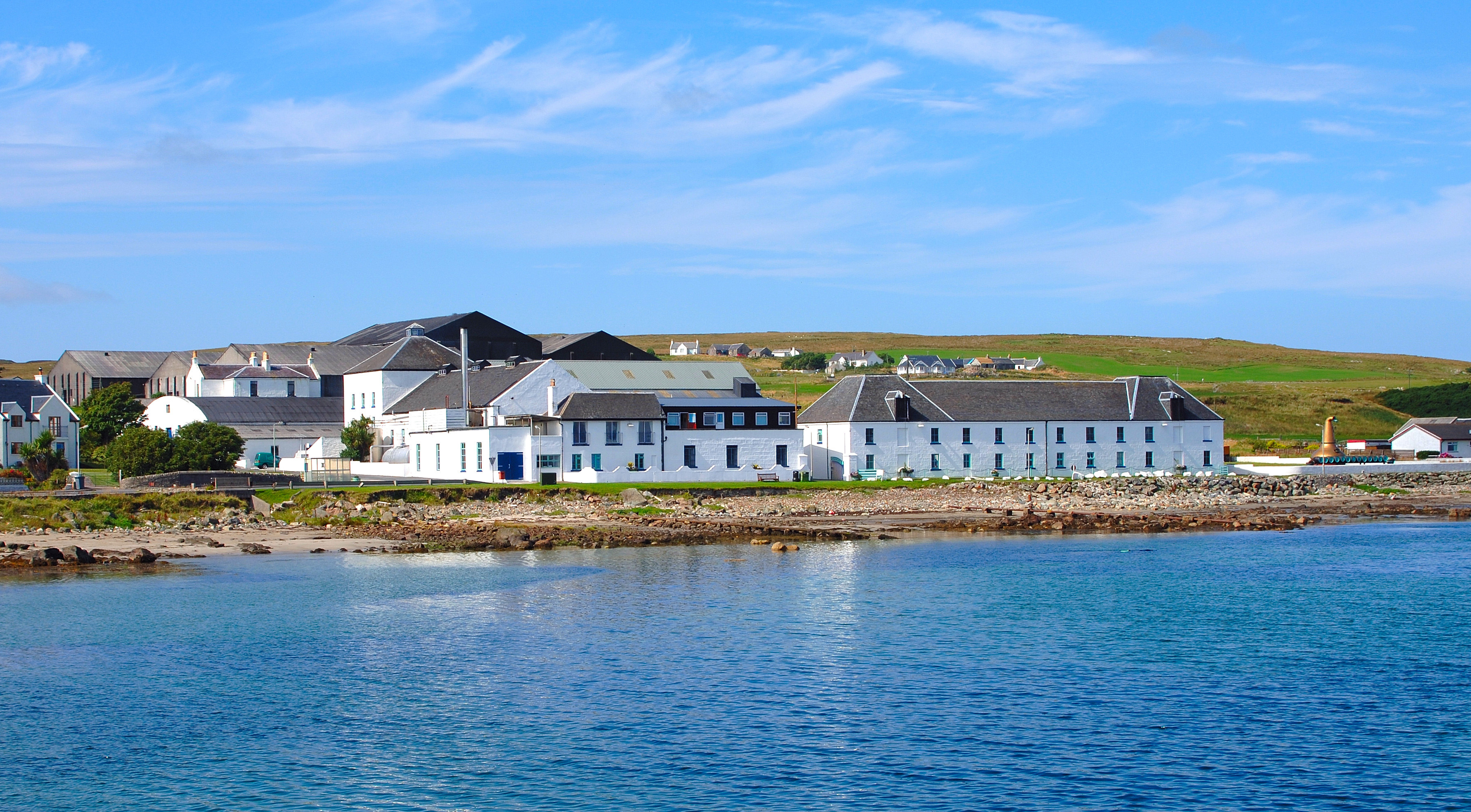
Bruichladdich Distillery

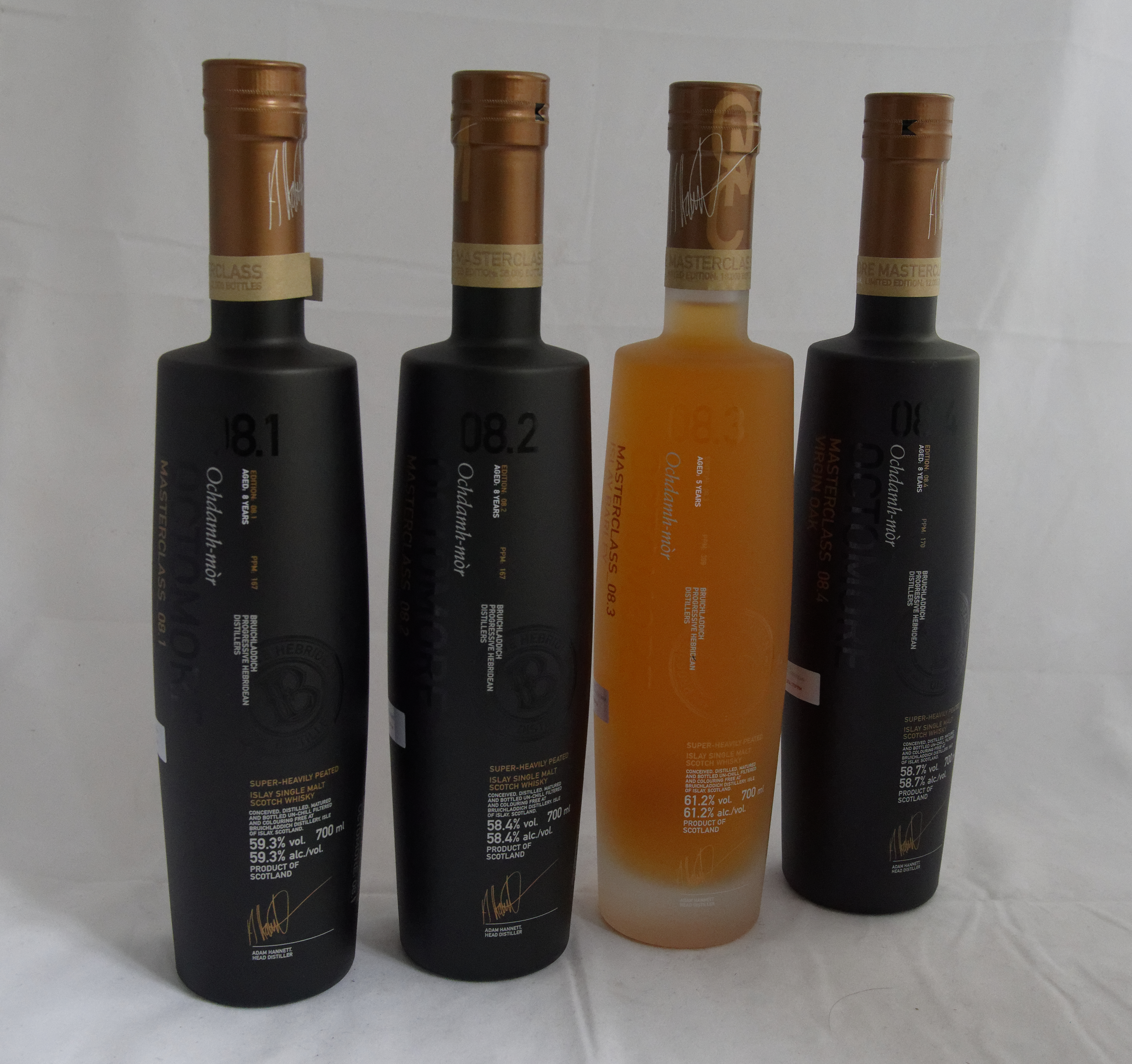
Octomore Masterclass

Bruichladdich Distillery (bro-ick-laddi) är ett destilleri för whisky på den skotska ön Islay, grundat av Barnet Harvey 1881. Orsaken var den ökade efterfrågan på whisky från blendedindustrin. Bruichladdich ligger strax norr om Port Charlotte på halvön Rhinns. Bruichladdich betyder "steniga stranden". Tvärsöver den djupa viken Loch Indaal ligger destilleriet och samhället Bowmore som är öns huvudort. Fem år efter starten bildades företaget Bruichladdich Company Limited.
1939 köptes företaget av amerikanska intressen som hade en vision om att göra en typisk skotsk whisky, "The Real McCoy", för den amerikanska marknaden. Satsningen misslyckades, delvis på grund av andra världskriget. 1952 såldes destilleriet till whiskyhandlare från Glasgow och förblev länge i skotsk ägo. 1995 till 2000 låg tillverkningen i stort sett nere.
2001 köptes Bruichladdich för £6 miljoner av lokala personer samt en London-baserad vinfirma. Större delen av värdet bestod av lagret av whiskyfat. Efter en omfattande renovering startades produktionen åter. Man satsade mycket på marknadsföringen av "nya" Bruichladdich som man kort och gott kallade 'Laddie'. Bruichladdich Distillery började också tillverka två rökigare whiskysorter, Port Charlotte (mycket rökig) och Octomore (extremt rökig), namngivna efter två tidigare destillerier i närheten. Destilleriet har fått mycket gott rykte och flera av deras produkter anses vara bland det bästa som går att få. Sedan 2012 ägs destilleriet av Rémy Cointreau som köpte det för £58 miljoner.  
Destilleriets tappningar är inte kylfiltrerade eller färgade och de använder numera bara skotskt korn. För vissa tappningar används bara korn från namngivna närbelägna fält. Whiskyn lagras och buteljeras vid destilleriet.

## Produkter

### Bruichladdich
Orökt Islay Single Malt
Bruichladdich beskrivs som orökt, blommig och komplex med en touch av salt och citrus.  

### Port Charlotte
Kraftigt rökt Islay Single Malt
Port Charlotte är kraftigt rökt, blommig och komplex.  

### Octomore
Extremt rökig Islay Single Malt 
Octomore sägs vara världens kraftigast rökta whisky. Den tappas normalt efter 5 års lagring i olika versioner som brukar säljas slut internationellt på relativt kort tid. Om man bevakar Systembolagets sortiment regelbundet är Octomore möjlig att köpa i Sverige, men den är ofta slutsåld. Trots den extrema rökigheten är Octomore en balanserad och komplex whisky med en rikedom av smaker. I beskrivningar nämns frukt, honung, blommighet, vanilj, sälta, kola, citrus, torv med mera förutom rökigheten.